# 赤穴久清
赤穴 久清（あかな ひさきよ）は、室町時代後期から戦国時代にかけての武将。尼子氏の家臣。出雲国赤穴城（瀬戸山城）主。

## 略歴
文明3年（1471年）に赤穴幸清（美作守）の子として誕生。
始め京極氏に従っていたが、尼子経久が下克上で出雲を征服して戦国大名になると、尼子氏の家臣として従った。永正12年（1515年）に長男・光清に家督を譲って隠居した。
天文11年（1542年）7月に大内義隆の侵攻（第一次月山富田城の戦い）で光清が戦死すると、孫の盛清に家督を継がせて、自らはその後見人を務め、大内・毛利氏の侵攻から瀬戸山城を守りきり、光清と同じように尼子氏に忠誠を尽くした。
天文22年（1553年）1月26日に死去。享年83。

## 系譜
- 父：赤穴幸清 - 美作守
- 母：不詳
- 室：不詳
  - 長男：赤穴光清（1493-1542）
  - 男子：赤穴定清
  - 男子：赤穴清行
  - 男子：赤穴時清